# Paladijum(IV) fluorid
Paladijum(IV) fluorid, takođe poznat kao paladijum tetrafluorid, je hemijsko jedinjenje paladijuma i fluora sa hemijskom formulom PdF4. Atomi paladijuma u PdF4 su u +4 oksidacionom stanju.

## Sinteza
Paladijum tetrafluorid se može pripremiti reakcijom paladijum(II,IV) fluorida sa fluornim gasom na pritisku od oko 7 atm i na 300 °C tokom nekoliko dana.

## Reaktivnost
PdF4 je jak oksidacioni agens i podleže brzoj hidrolizi na vlažnom vazduhu.